# Vláda Benjamina Netanjahua a Binjamina Gance
Vláda Benjamina Netanjahua a Binjamina Gance, známá také jako pátá vláda Benjamina Netanjahua, byla izraelská vláda, která složila přísahu 17. května 2020 a byla rozpuštěna 13. června 2021.
Původně se očekávalo, že vznikne po volbách v dubnu 2019, ale poté, co premiér Benjamin Netanjahu nesestavil vládu, se Kneset rozpustil, čímž byly vyhlášeny předčasné volby, které se konaly 17. září 2019. Po druhých volbách se nikomu nepodařilo sestavit vládu, a tak se 2. března 2020 musely konat třetí volby. Nakonec bylo 20. dubna 2020 dosaženo dohody mezi Netanjahuem a poslancem Knesetu Binjaminem Gancem o vytvoření vlády národní jednoty. Kneset a s ním i legislativní činnost současné vlády byl 23. prosince 2020 opět rozpuštěn, což vedlo k volbám v roce 2021. Dne 13. června 2021 Kneset v poměru 60:59 hlasů (1 se zdržel) schválil 36. vládu vedenou Naftali Bennettem a Ja'irem Lapidem, čímž ukončil Netanjahuovo druhé dvanáctileté působení ve funkci premiéra a Likud dostal do opozice.

## Pozadí

### První volby – duben 2019
Po izraelských parlamentních volbách v dubnu 2019 ustoupil vůdce aliance Kachol lavan Binjamin Ganc, čímž otevřel cestu současnému premiérovi Benjaminu Netanjahuovi, vůdci strany Likud, k zahájení jednání s dalšími stranami o vytvoření vládní koalice.
Ve dnech 15. a 16. dubna se vedoucí představitelé všech stran, které získaly mandáty v Knesetu, sešli s prezidentem Re'uvenem Rivlinem, aby mu doporučili osobu určenou k sestavení vlády. Netanjahu dostal doporučení od předsedů zastupujících 65 mandátů, zatímco Ganc dostal doporučení od předsedů zastupujících 45 mandátů v Knesetu. Předsedové dvou arabských stran, kteří v Knesetu zastupují 10 mandátů, odmítli vydat jakékoli doporučení.

#### Doporučení
| Strana                              | Předseda           | Mandáty | Doporučení | Zdroj  |
| ----------------------------------- | ------------------ | ------- | ---------- | ------ |
| Likud                               | Benjamin Netanjahu | 35      | Netanjahu  | [ 11 ] |
| Kachol lavan                        | Binjamin Ganc      | 35      | Ganc       | [ 11 ] |
| Šas                                 | Arje Deri          | 8       | Netanjahu  | [ 11 ] |
| Sjednocený judaismus Tóry           | Ja'akov Litzman    | 8       | Netanjahu  | [ 11 ] |
| Chadaš–Ta'al                        | Ajman Ode          | 6       | nikdo      | [ 11 ] |
| Strana práce                        | Avi Gabaj          | 6       | Ganc       | [ 12 ] |
| Jisra'el bejtenu                    | Avigdor Lieberman  | 5       | Netanjahu  | [ 12 ] |
| Ichud miflegot ha-jamin             | Rafi Perec         | 5       | Netanjahu  | [ 12 ] |
| Merec                               | Tamar Zandberg     | 4       | Ganc       | [ 12 ] |
| Kulanu                              | Moše Kachlon       | 4       | Netanjahu  | [ 12 ] |
| Sjednocená arabská kandidátka–Balad | Mansúr Abbas       | 4       | nikdo      | [ 13 ] |

### Druhé volby – září 2019
Druhé volby se konaly v září 2019. Tentokrát Kachol lavan porazila Likud o jeden mandát.
Avigdor Lieberman z Jisra'el bejtenu vyzval v předvolební noci k vytvoření „široké liberální vlády“, která by zahrnovala jak Kachol lavan, tak Likud, a zopakoval, že nechce vytvořit žádnou většinovou vládu s arabskými stranami. Binjamin Ganc si nárokoval premiérské křeslo a Kachol lavan zopakovala, že s Netanjahuem vládu nesestaví, ačkoli je otevřena vládě s Likudem. Benjamin Netanjahu vyzval k vytvoření „silné sionistické vlády“. Strana práce–Gešer prohlásila, že chce přivést arabské strany „k jednacímu stolu“, přičemž některé z nich jsou otevřeny doporučení Gance.
Dne 18. září se Netanjahu sešel s emisary Jaminy, Šasu a Sjednoceného judaismu Tóry, aby vytvořili pravicový blok pro společná jednání.
Rivlin, Netanjahu a Ganc se 19. září setkali během vzpomínkového obřadu na Šimona Perese. Netanjahu vyzval Gance, aby s ním jednal o vytvoření vlády jednoty, a to v zájmu zabránění třetím volbám. Ganc i Lapid, oba za stranu Kachol lavan, Netanjahuovi nabídku odmítli s tím, že Kachol lavan zvítězila a že Ganc má právo vést vládu jednoty, která by se zavázala k liberální politice v sociálních otázkách. Odmítli s Netanjahuem jednat o vytvoření takové vlády, ve které by byly pravicové náboženské strany. Lapid poznamenal, že „pokud Netanjahu odstoupí, budeme mít vládu jednoty“. Podobně Lieberman obvinil Netanjahua z „podvodu“, když nabídl vládu jednoty, ale podmínil ji začleněním náboženských stran.
Téhož dne se Ganc setkal s Nicanem Horowitzem, předsedou Demokratického tábora. Jeho asistenti uvedli, že očekávají setkání s dalšími vůdci strany, Odem a Perecem. Šest poslanců Knesetu za kandidátní listinu Strana práce–Gešer by mohlo umožnit Netanjahuovu bloku najít většinu. Likud tak údajně nabídl Perecovi funkci ministra financí a zvýšení minimální mzdy, ale podle stejných zdrojů Perec nabídku odmítl. Netanjahu se setkal také s poslanci Knesetu za stranu Degel ha-Tora. Lieberman se vyjádřil nejednoznačně, zda podpoří Gance, protože se obává, že bude vyřazen z vlády jednoty nebo z vlády, která by zahrnovala ultraortodoxní strany. Podle stanice Aruc 13 Ganc slíbil, že do případné koalice zahrne Jisra'el bejtenu.

#### Sjednocená kandidátka a Balad
Dne 21. září se sešlo 13 poslanců ze Sjednocené kandidátky. Deset z nich – při nesouhlasu tří z Baladu – vyjádřilo připravenost doporučit Gance, pokud splní „základní požadavky“ týkající se mírového procesu, zájmů arabské komunity a zákona o židovském národním státě. Prezident Rivlin se 22. září sešel s předsedy stran. Dne 22. září 2019 prohlásil předseda Sjednocené kandidátky Ajman Ode, že se Sjednocená kandidátka na základě interního většinového hlasování shodla na doporučení Binjamina Gance na post premiéra. Ačkoli původní zprávy naznačovaly, že doporučení Sjednocené kandidátky dává Gancovi náskok (57:55 hlasů), Rivlin 23. září řekl, že tři poslanci Baladu, zvoleni v rámci Sjednocené kandidátky, požadovali, aby jejich jména byla ze seznamu doporučení odstraněna. Následujícího dne napsali Ahmad at-Tíbí a Ode, vedoucí představitelé Sjednocené kandidátky, dopis Rivlinovi, v němž vysvětlili, že Společná kandidátka ve skutečnosti nemá dohodu o jednotě, která by právně zavazovala jednotlivé strany řídit se stranickou nominací na premiéra. Tři poslanci Baladu tak mohli legálně ignorovat doporučení Sjednocené kandidátky. Výsledkem bylo, že Netanjahu vedl v sečtených doporučeních nad Gancem poměrem 55:54, přičemž Jisra'el bejtenu a Balad nedoporučily nikoho.

#### Doporučení
Prezident Rivlin se 22. září sešel se zástupci stran Kachol lavan, Likud, Sjednocená kandidátka, Šas a Jisra'el bejtenu, aby od nich získal doporučení, koho zvolit na post premiéra. Následujícího dne se setkal se členy Sjednoceného judaismu Tóry, Jaminy, Strany práce–Gešer a Demokratického tábora.
| Strana                        | Předseda           | Mandáty | Doporučení | Zdroj         |
| ----------------------------- | ------------------ | ------- | ---------- | ------------- |
| Kachol lavan                  | Binjamin Ganc      | 33      | Ganc       | [ 21 ]        |
| Likud                         | Benjamin Netanjahu | 32      | Netanjahu  | [ 21 ]        |
| Sjednocená kandidátka         | Ajman Ode          | 13      | rozděleně  | [ 26 ] [ 27 ] |
| Chadaš                        | Ajman Ode          | 5       | Ganc       | [ 27 ]        |
| Ta'al                         | Ahmad at-Tíbí      | 2       | Ganc       | [ 27 ]        |
| Sjednocená arabská kandidátka | Mansúr Abbas       | 3       | Ganc       | [ 27 ]        |
| Balad                         | Mtánes Šeháde      | 3       | nikdo      | [ 26 ] [ 28 ] |
| Šas                           | Arje Deri          | 9       | Netanjahu  | [ 21 ]        |
| Jisra'el bejtenu              | Avigdor Lieberman  | 8       | nikdo      | [ 29 ]        |
| Sjednocený judaismus Tóry     | Ja'akov Litzman    | 7       | Netanjahu  | [ 27 ]        |
| Jamina                        | Ajelet Šakedová    | 7       | Netanjahu  | [ 27 ]        |
| Strana práce–Gešer            | Amir Perec         | 6       | Ganc       | [ 30 ]        |
| Demokratický tábor            | Nican Horowitz     | 5       | Ganc       | [ 29 ]        |

Rivlin oficiálně pověřil Netanjahua sestavením příští vlády 25. září. Podmínil to tím, že pokud se mu nepodaří sestavit vládu, vrátí mandát, aby se vyhnul dalšímu rozpuštění Knesetu.
Netanjahu na tuto podmínku přistoupil a vyzval k vytvoření „vlády jednoty“ mezi sebou, spřízněnými náboženskými stranami a Gancem. Ganc to odmítl s odůvodněním, že během voleb slíbil, že do koalice vedené Netanjahuem nevstoupí, a navíc že koalice, která by zahrnovala všechny Netanjahuovy spojence, by nebyla skutečnou vládou jednoty. Snahy o vyřešení patové situace byly neúspěšné a Netanjahu 21. října vrátil mandát Rivlinovi. Dne 23. října pověřil Rivlinův úřad sestavením vlády Gance; tento mandát byl Rivlinovi vrácen 21. listopadu. Od tohoto dne měli poslanci Knesetu tři týdny na to, aby jmenovala některého z poslanců na funkci premiéra. Vybraný poslanec by si musel zajistit podporu 61 hlasů. Žádný poslanec však nebyl schopen sestavit vládu a 12. prosince bylo rozhodnuto, že se 2. března 2020 uskuteční třetí volby.

### Třetí volby – březen 2020
Lieberman 8. března 2020 podpořil Gance při sestavování nové vlády. Následujícího dne se Sjednocená kandidátka dohodla na spolupráci s Gancem a Liebermanem s cílem sesadit Netanjahua. Orly Levy 10. března oznámila, že menšinovou vládu nepodpoří a opustila alianci Strana práce–Gešer–Merec. Poslanci Kachol lavan Cvi Hauser a Jo'az Hendel již dříve prohlásili, že nepodpoří vládu, která by se spoléhala na podporu Sjednocené kandidátky. Lieberman a předseda Strany práce Amir Perec 11. března rovněž potvrdili, že aliance se Sjednocenou kandidátkou by nezměnila postoj jejich strany k vytvoření politické aliance s Gancem. Zvolení poslanci Knesetu složili přísahu 16. března 2020. Prezident Re'uven Rivlin 15. března oznámil, že pověřil Gance sestavením nové vlády poté, co získal podporu 61 ze 120 poslanců Knesetu.
Před volbami Ganc slíbil, že sestaví vládu, jejíž součástí nebude Netanjahu. Po volbách a vypuknutí pandemie covidu-19 však Ganc svůj postoj změnil a oznámil, že je ochoten podpořit koalici s Netanjahuem. Dne 21. března Netanjahu oznámil, že byla dokončena jednání o vládě národní jednoty s rotujícím premiérem, přičemž ve funkci premiéra by nejprve působil Netanjahu, kterého by později vystřídal Ganc, ačkoli to Ganc popřel a tvrdil, že jednání stále probíhají.

#### Ústavní krize předsedy Knesetu
Předseda Knesetu Juli-Joel Edelstein zastával tuto funkci od roku 2013. Funkci zastával i během přechodného období Knesetu v roce 2019. Tentokrát odmítl rezignovat a ukončil činnost orgánu hned po složení přísahy. Edelstein navrhl, aby levicová a pravicová koalice měly stejný počet členů v parlamentních výborech, kterým by předsedal Likud, což však opozice odmítla. Opozice se poté obrátila na soud, aby donutila shromáždění znovu zahájit činnost, v čemž byla úspěšná.
Nejvyšší soud Státu Izrael 23. března jednomyslně rozhodl, že Edelstein by měl uspořádat hlasování o své výměně ve funkci předsedy parlamentu. Místo toho, aby Edelstein ustoupil, odstoupil 25. března z funkce předsedy Knesetu, což je poprvé, kdy předseda jednostranně rezignoval. Dne 25. března soud rozhodl, že Amir Perec, jakožto nejstarší člen Knesetu, bude mít pravomoc svolat Kneset k hlasování o novém předsedovi. Ganc poté oznámil, že bude kandidovat na post předsedy parlamentu, což vedlo k rozkolu Kachol lavan a také k oznámení dohody, podle níž by zastával funkci předsedy parlamentu až do vytvoření vlády jednoty pod vedením Netanjahua a poté by v této vládě zastával funkci ministra obrany až do nahrazení Netanjahua ve funkci premiéra v září 2019. Dne 26. března Me'ir Kohen stáhl svou kandidaturu na předsedu a Kneset zvolil předsedou Gance.

#### Doporučení (březen–duben 2020)
Prezident Rivlin se 15. března sešel se všemi zvolenými stranami a přijal jejich doporučení na post premiéra. Rivlin pověřil Gance sestavením vlády 16. března.
| Strana                    | Předseda           | Mandáty | Doporučení | Zdroj  |
| ------------------------- | ------------------ | ------- | ---------- | ------ |
| Likud                     | Benjamin Netanjahu | 36      | Netanjahu  | [ 57 ] |
| Kachol lavan              | Binjamin Ganc      | 33      | Ganc       | [ 57 ] |
| Sjednocená kandidátka     | Ajman Ode          | 15      | Ganc       | [ 57 ] |
| Šas                       | Arje Deri          | 9       | Netanjahu  | [ 58 ] |
| Sjednocený judaismus Tóry | Ja'akov Litzman    | 7       | Netanjahu  | [ 59 ] |
| Strana práce–Gešer–Merec  | Amir Perec         | 7       | rozděleně  | [ 55 ] |
| Strana práce              | Amir Perec         | 3       | Ganc       | [ 55 ] |
| Merec                     | Nican Horowitz     | 3       | Ganc       | [ 55 ] |
| Gešer                     | Orly Levy          | 1       | nikdo      | [ 55 ] |
| Jisra'el bejtenu          | Avigdor Lieberman  | 7       | Ganc       | [ 60 ] |
| Jamina                    | Naftali Bennett    | 6       | Netanjahu  | [ 61 ] |

Ganc před volbami slíbil, že sestaví vládu, v níž nebude Netanjahu. Původně byl učiněn pokus sestavit menšinovou vládu s vnější podporou Sjednocené kandidátky, avšak tato iniciativa rychle ztroskotala, neboť poslanci Knesetu Jo'az Hendel a Cvi Hauser oznámili, že budou hlasovat proti takové vládě s odvoláním na volební slib neopírat se o Sjednocenou kandidátku, v níž jsou „příznivci teroru“, jako je Balad. Během pandemie covidu-19 v Izraeli Ganc změnil svůj postoj a oznámil, že je ochoten podpořit koalici s Netanjahuem. Dne 21. března Netanjahu oznámil, že byla dokončena jednání o vládě národní jednoty s rotujícím premiérem, přičemž ve funkci premiéra by nejprve působil Netanjahu, kterého by později vystřídal Ganc, ačkoli to Ganc popřel a tvrdil, že jednání stále probíhají. Dne 26. března, den po rezignaci předsedy Knesetu Edelsteina, Ganc souhlasil s tím, že se stane předsedou Knesetu. Skutečnost, že pravicové strany v koalici Likudu souhlasily s podporou Gancovy nabídky stát se předsedou, ohrozila budoucnost Kachol lavan. Ještě téhož dne byl Gantz zvolen novým předsedou Knesetu poměrem hlasů 74:18.
Dne 27. března 2020 vyšlo najevo, že se objevila hlavní překážka možného dlouhodobého spojenectví mezi Gancem a Netanjahuem, pokud jde o realizaci mírového plánu amerického prezidenta Donalda Trumpa pro Blízký východ. Barak Ravid z izraelské stanice Aruc 13 odhalil, že Ganc, přestože dříve tvrdil, že chce mírový plán realizovat, chce stále vést mírové rozhovory s Palestinci, proti čemuž se Trump a Netanjahu stále staví. V rámci navrhované koaliční dohody mezi Netanjahuem a Gancem měl Ganc po 18 měsících vlády nahradit Netanjahua ve funkci premiéra. Dne 14. dubna měl Gancovi skončit mandát premiéra, ovšem prezident Rivlin jej prodloužil do 15. dubna.

#### Koaliční vláda
Dne 20. dubna 2020 Ganc a Netanjahu oznámili, že bylo dosaženo dohody o vládě jednoty. Dohoda by zahrnovala střídání Gance a Netanjahua ve funkci premiéra. Podle podmínek dohody měl být Netanjahu premiérem do října 2021 a Ganc vicepremiérem. Po uplynutí této doby se měli ve svých funkcích vyměnit. Pokud by však Netanjahu premiérský post předčasně opustil, měl Ganc tuto roli převzít. Na tuto zprávu reagovalo několik izraelských watchdog skupin, včetně hnutí ha-Tnu'a le-ma'an echut ha-šaltun be-Jisra'el, které podalo žádost k Nejvyššímu soudu, aby zablokoval sestavení vlády kvůli obvinění Netanjahua.
Dne 7. května 2020 získal Netanjahu podporu 72 poslanců pro sestavení vlády, přičemž Rivlin mu krátce poté udělil dvoutýdenní mandát k sestavení vlády. Podporu mu vyjádřily strany Kachol lavan, Likud, Derech erec, Gešer, Šas a Sjednocený judaismus Tóry a dva ze tří členů Strany práce.

## Členové vlády
Dne 17. května 2020 byli Knesetu oznámeni tito členové nové vlády:

### Ministři
| Úřad                                                                         | Obrázek         | Člen vlády           | Politická strana          | Nástup do úřadu    | Konec v úřadu      |
| ---------------------------------------------------------------------------- | --------------- | -------------------- | ------------------------- | ------------------ | ------------------ |
| Předseda vlády                                                               |                 | Benjamin Netanjahu   | Likud                     | 17. května 2020    | 13. června 2021    |
| Alternující předseda vlády                                                   |                 | Binjamin Ganc        | Kachol lavan              | 17. května 2020    | 13. června 2021    |
| Ministr obrany                                                               |                 | Binjamin Ganc        | Kachol lavan              | 17. května 2020    | 13. června 2021    |
| Ministr na ministerstvu obrany                                               |                 | Michael Biton        | Kachol lavan              | 17. května 2020    | 13. června 2021    |
| Ministr zahraničních věcí                                                    |                 | Gabi Aškenazi        | Kachol lavan              | 17. května 2020    | 13. června 2021    |
| Ministr regionální spolupráce                                                |                 | Gil'ad Erdan         | Likud                     | 17. května 2020    | 5. července 2020   |
| Ministr regionální spolupráce                                                |                 | Ofir Akunis          | Likud                     | 6. července 2020   | 13. června 2021    |
| Ministr zemědělství a rozvoje venkova                                        |                 | Alon Schuster        | Kachol lavan              | 17. května 2020    | 13. června 2021    |
| Ministr pro záležitosti společnosti                                          |                 | Cipi Chotovely       | Likud                     | 17. května 2020    | 2. října 2020      |
| Ministr pro záležitosti společnosti                                          |                 | Cachi Hanegbi        | Likud                     | 2. srpna 2020      | 13. června 2021    |
| Ministr komunikací                                                           |                 | Jo'az Hendel         | Derech Erec               | 17. května 2020    | 16. prosince 2020  |
| Ministr komunikací                                                           |                 | Binjamin Ganc        | Kachol lavan              | 16. prosince 2020  | 3. května 2021     |
| Ministr komunikací                                                           |                 | Ejtan Ginzburg       | Kachol lavan              | 3. května 2021     | 13. června 2021    |
| Ministr kultury a sportu                                                     |                 | Chili Troper         | Kachol lavan              | 17. května 2020    | 13. června 2021    |
| Ministr energetiky a vodních zdrojů                                          |                 | Juval Steinitz       | Likud                     | 17. května 2020    | 13. června 2021    |
| Ministr školství Ministr pro vysokoškolské vzdělání Ministr pro vodní zdroje |                 | Ze'ev Elkin          | Likud                     | 17. května 2020    | 23. prosince 2020  |
| Ministr školství Ministr pro vysokoškolské vzdělání Ministr pro vodní zdroje |                 | Jo'av Galant         | Likud                     | 17. května 2020    | 13. června 2021    |
| Ministryně ochrany životního prostředí                                       |                 | Gila Gamli'el        | Likud                     | 17. května 2020    | 13. června 2021    |
| Ministr financí                                                              |                 | Jisra'el Kac         | Likud                     | 17. května 2020    | 13. června 2021    |
| Ministr zdravotnictví                                                        |                 | Juli-Joel Edelstein  | Likud                     | 17. května 2020    | 13. června 2021    |
| Ministr výstavby a bydlení                                                   |                 | Ja'akov Litzman      | Sjednocený judaismus Tóry | 17. května 2020    | 15. září 2020      |
| Ministr výstavby a bydlení                                                   |                 | Benjamin Netanjahu   | Likud                     | 15. září 2020      | 14. října 2020     |
| Ministr výstavby a bydlení                                                   |                 | Jicchak Kohen        | Šas                       | 14. října 2020     | 15. listopadu 2020 |
| Ministr výstavby a bydlení                                                   |                 | Benjamin Netanjahu   | Likud                     | 15. listopadu 2020 | 18. listopadu 2020 |
| Ministr výstavby a bydlení                                                   |                 | Ja'akov Litzman      | Sjednocený judaismus Tóry | 18. listopadu 2020 | 13. června 2021    |
| Ministryně absorpce imigrantů                                                |                 | Pnina Tamano-Šata    | Kachol lavan              | 17. května 2020    | 13. června 2021    |
| Ministr ekonomiky a průmyslu                                                 |                 | Amir Perec           | Strana práce              | 17. května 2020    | 13. června 2021    |
| Ministr náboženských služeb                                                  |                 | Ja'akov Avitan       | Šas                       | 17. května 2020    | 13. června 2021    |
| Ministr pro záležitosti Jeruzaléma                                           |                 | Rafi Perec           | Jamina                    | 17. května 2020    | 13. června 2021    |
| Ministryně diaspory                                                          |                 | Omer Jankelevič      | Kachol lavan              | 17. května 2020    | 13. června 2021    |
| Ministryně pro posílení a rozvoj komunity                                    |                 | Orly Levy            | Gešer                     | 17. května 2020    | 13. června 2021    |
| Ministr vnitra                                                               |                 | Arje Deri            | Šas                       | 17. května 2020    | 13. června 2021    |
| Ministr rozvoje periferie, Negevu a Galileje                                 | 14. května 2021 | Arje Deri            | Šas                       | 13. června 2021    |                    |
| Ministr pro strategické záležitosti                                          |                 | Orit Farkaš-Hakohen  | Kachol lavan              | 17. května 2020    | 30. listopadu 2020 |
| Ministr pro strategické záležitosti                                          |                 | Michael Biton        | Kachol lavan              | 30. listopadu 2020 | 13. června 2021    |
| Ministr zpravodajských služeb                                                |                 | Eli Kohen            | Likud                     | 17. května 2020    | 13. června 2021    |
| Ministr spravedlnosti                                                        |                 | Avi Nisenkorn        | Kachol lavan              | 17. května 2020    | 30. prosince 2020  |
| Ministr spravedlnosti                                                        |                 | Binjamin Ganc        | Kachol lavan              | 1. ledna 2021      | 13. června 2021    |
| Ministr vnitřní bezpečnosti                                                  |                 | Amir Ochana          | Likud                     | 17. května 2020    | 13. června 2021    |
| Ministr vědy a technologie                                                   |                 | Jizhar Šaj           | Kachol lavan              | 17. května 2020    | 12. ledna 2021     |
| Ministr vědy a technologie                                                   |                 | Jechi'el Moše Troper | Kachol lavan              | 3. května 2021     | 13. června 2021    |
| Ministr turismu                                                              |                 | Asaf Zamir           | Kachol lavan              | 17. května 2020    | 10. června 2020    |
| Ministr turismu                                                              |                 | Orit Farkaš-Hakohen  | Kachol lavan              | 14. října 2020     | 13. června 2021    |
| Ministryně dopravy                                                           |                 | Miri Regev           | Likud                     | 17. května 2020    | 13. června 2021    |
| Ministr pro sociální rovnost                                                 |                 | Mejrav Kohen         | Kachol lavan              | 17. května 2020    | 8. ledna 2021      |
| Ministr pro sociální rovnost                                                 |                 | Michael Biton        | Kachol lavan              | 3. května 2021     | 13. června 2021    |
| Ministr práce, sociální péče a sociálních služeb                             |                 | Jicchak Šmuli        | Strana práce              | 17. května 2020    | 13. června 2021    |
| Ministr pro kybernetiku a národní digitální záležitosti                      |                 | David Amsalem        | Likud                     | 17. května 2020    | 13. června 2021    |

### Ministr bez portfeje
| Člen vlády    | Obrázek | Politická strana | Nástup do úřadu | Nástup do úřadu |
| ------------- | ------- | ---------------- | --------------- | --------------- |
| Cachi Hanegbi |         | Likud            | 17. května 2020 | 2. srpna 2020   |

### Náměstci ministrů
| Úřad                                                       | Obrázek            | Náměstek       | Politická strana          | Nástup do úřadu | Konec v úřadu      |
| ---------------------------------------------------------- | ------------------ | -------------- | ------------------------- | --------------- | ------------------ |
| Náměstek úřadu předsedy vlády                              |                    | Fatín Mulá     | Likud                     | 25. května 2020 | 13. června 2021    |
| Náměstek ministra vnitřní bezpečnosti                      |                    | Gadi Jevarkan  | Likud                     | 25. května 2020 | 13. června 2021    |
| Náměstek ministra financí                                  |                    | Jicchak Kohen  | Šas                       | 25. května 2020 | 14. listopadu 2020 |
| Náměstek ministra financí                                  | 23. listopadu 2020 | Jicchak Kohen  | Šas                       | 13. června 2021 |                    |
| Náměstek ministra dopravy                                  |                    | Uri Maklev     | Sjednocený judaismus Tóry | 25. května 2020 | 13. června 2021    |
| Náměstek ministra vnitra                                   |                    | Jo'av Ben Cur  | Šas                       | 25. května 2020 | 13. června 2021    |
| Náměstek ministra rozvoje periferie, Negevu a Galileje     | 13. června 2021    | Jo'av Ben Cur  | Šas                       | 25. května 2020 |                    |
| Náměstek ministra školství                                 |                    | Me'ir Poruš    | Sjednocený judaismus Tóry | 25. května 2020 | 13. června 2021    |
| Náměstek ministra práce, sociální péče a sociálních služeb |                    | Mešulam Nahari | Šas                       | 25. května 2020 | 13. června 2021    |
| Náměstek ministra zdravotnictví                            |                    | Jo'av Kiš      | Likud                     | 25. května 2020 | 13. června 2021    |